# أنتونين بوتش
لاعب كرة قدم تشيكوسلوفاكي ويعتبر أبرز الهدافين على الإطلاق في تاريخ منتخب تشيكوسلوفاكيا لكرة القدم. ولد في 16 مايو 1907. لعب مع المنتخب منذ 1926 حتى 1938 شارك في بطولتي كأس العالم عامي 1934 بإيطاليا و1938 بفرنسا ولعب 60 مباراة مع منتخب تشيكوسلوفاكيا لكرة القدم، وسجّل 34 هدفا. توفي في 18 أبريل 1988 في براغ.

## وصلات خارجية
- أنتونين بوتش على موقع الاتحاد الدولي (مؤرشف)  (الإنجليزية)
- أنتونين بوتش على موقع الاتحاد التشيكي (الإنجليزية)
- أنتونين بوتش على موقع قاعدة بيانات كرة القدم.إي يو (الإنجليزية)
- أنتونين بوتش على موقع ناشيونال فوتبول تيمز (الإنجليزية)